# Ken Fujita
Ken Fujita (藤田 健 Fujita Ken?), född 27 augusti 1979 i Shizuoka prefektur, är en japansk före detta fotbollsspelare.
Fujita började sin karriär 1998 i Júbilo Iwata. Efter Júbilo Iwata spelade han för Ventforet Kofu. Han spelade 354 ligamatcher för klubben. Efter Ventforet Kofu spelade han för JK Tallinna Kalev. Han avslutade karriären 2012.